# Armatura mongola

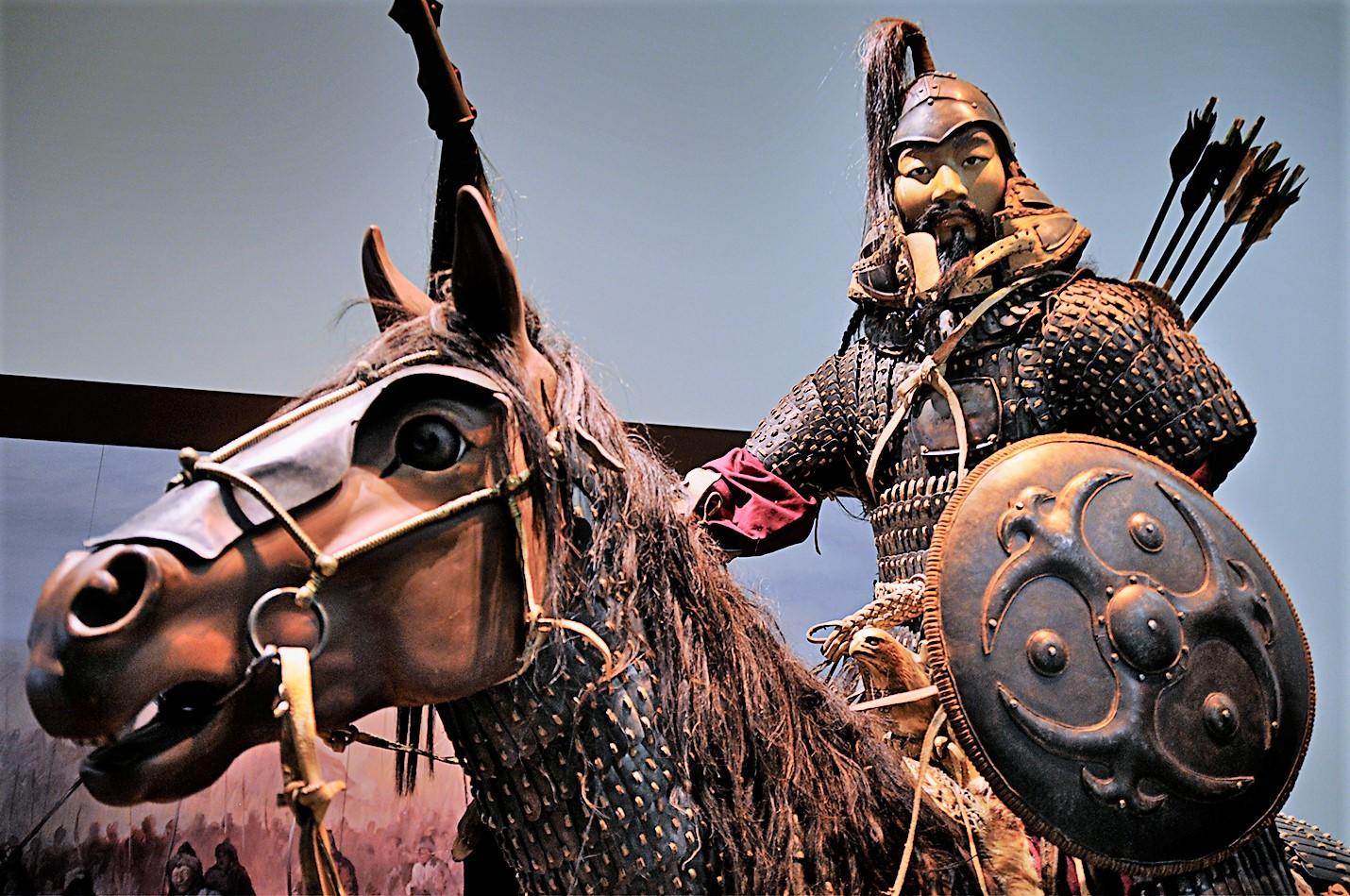
Cavaliere dell'Impero mongolo in assetto da battaglia

Per armatura mongola s'intende l'armatura utilizzata dalle forze armate dell'impero mongolo (1206-1368). Nella fattispecie, le armature utilizzate dai guerrieri mongoli rientrano di tre tipologie: l'armatura lamellare/laminare, l'armatura a scaglie e la brigantina ("armatura imbottita"); molto rara era la cotta di maglia.

## Storia

### Origini

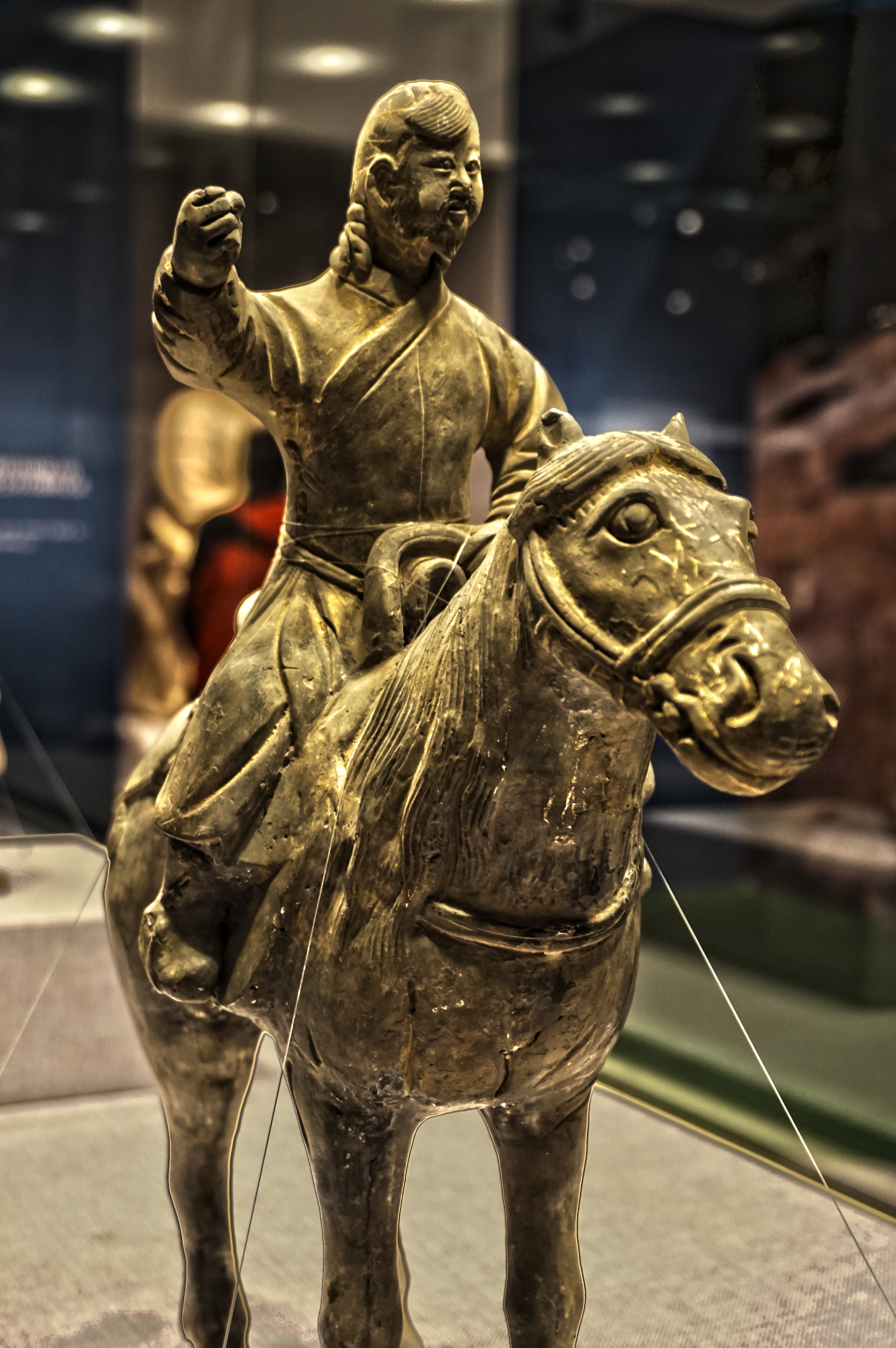
Cavaliere mongolo con il tradizionale cappotto - statua Yuan.

Nel minimale contesto culturale del nomadismo mongolo, l'armatura basilare del combattente era il suo abituale vestiario: un pesante cappotto fissato in vita da una cintura di cuoio per appendervi la spada/scimitarra, il pugnale e (forse) una scure d'arcione. Il cappotto, foderato di pelliccia e simile a una vestaglia, si chiudeva passando il lembo sinistro sopra il destro e fissandolo con un bottone pochi centimetri sotto l'ascella destra. Sotto il cappotto veniva indossato un indumento intimo simile a una camicia con maniche lunghe e larghe che, al tempo di Gengis Khan (1158-1227) divenne comunemente realizzato in seta pesante: una freccia che colpisce la seta non rompe infatti la seta ma finisce per incorporare la freccia nella carne avvolgendola e consentendo di rimuoverla stuzzicando delicatamente il tessuto ed evitando la più dolorosa procedura di rimozione (rompere lo strale, spingerlo nelle carni del ferito e farlo fuoriuscire dall'altra parte). Col tempo, il cappotto iniziò ad essere irrobustito con una foderatura (o una basilare corazzatura) di metallo, divenendo una brigantina non dissimile dal gambesone europeo.
Completavano questa essenziale panoplia degli stivali di feltro e pelle che, sebbene pesanti, erano comodi e larghi abbastanza da contenere i pantaloni infilati prima di essere allacciati strettamente. Erano senza tacco, anche se le suole erano spesse e foderate di pelliccia. Indossati con calzini di feltro, garantivano sufficiente protezione termica al piede.

### L'Impero mongolo
L'armatura vera e propria dei soldati dell'Impero mongolo sviluppò da un sincretismo di modelli provenienti dalle culture più sviluppate con le quali i nomadi si erano scontrati per secoli: l'Impero cinese ed i vari potentati dell'Asia centrale e del Medioriente. Le tipologie principali di armature erano del tipo a scaglie o lamellare/laminare. La maggior parte delle armature era fatta di cuoio indurito (circa 10 kg di peso complessivo per un'armatura di questo tipo) e/o ferro, allacciati insieme su un supporto di tessuto (a volte seta) e calzate sopra il cappotto. Il cuoio utilizzato era prima ammorbidito mediante ebollizione e poi laccato con la pece per renderlo impermeabile. L'uso della cotta di maglia è attestato ma raro, probabilmente a causa del suo costo, del suo ingombro e della difficoltà di riparazione. Gli arcieri a cavallo, punta di diamante dell'esercito mongolo, necessitavano di un'armatura abbastanza leggera che non interferisse con la loro mobilità in sella. È anche possibile che l'armatura mongola non ricorresse alla maglia di ferro e fosse generalmente più leggera delle sue controparti orientali e occidentali perché le abitudini nomadi dei mongoli non favorivano le pratiche ad alta intensità di lavoro e le strutture permanenti necessarie per fabbricare cotte di maglia o armature a piastre. A volte la protezione del braccio veniva rimossa in modo che un cavaliere potesse tirare più facilmente l'arco.

L'elmo mongolo era conico e composto da piastre di ferro/acciaio di diverse dimensioni, con protezioni pensili per il collo in cuoio rivestito di ferro. Era trapuntato con una grande tesa risvoltata, reversibile in inverno, e paraorecchie. I soldati meno abbienti avevano elmi interamente in cuoio.
Giovanni da Pian del Carpine (1182-1252) così descrisse la panoplia dei Mongoli:
(Historia Mongalorum)
La barda del cavallo mongolo era composta da quattro parti più la testiera (legata su ciascun lato del collo dell'animale).
Secondo Tommaso Arcidiacono, le frecce mongole erano in grado di penetrare tutti i tipi di armatura conosciuti all'epoca ma la loro armatura di cuoio poteva resistere alle frecce dei nemici. Tuttavia menziona anche che i Mongoli temevano le balestre.
L'armatura lamellare di tipo mongolo si diffuse anche dai paesi interessati dall'invasione dei mongoli: es. la Cina (v. Dinastia Yuan) e il Medio Oriente (v. Ilkhanato). Ciò è particolarmente dimostrato dal caso di Tamerlano, un noto signore della guerra mongolo del XV secolo che usava massicciamente le armature lamellari per la sua cavalleria e, in generale, ricorreva ad armature mongole.

## Galleria d'immagini

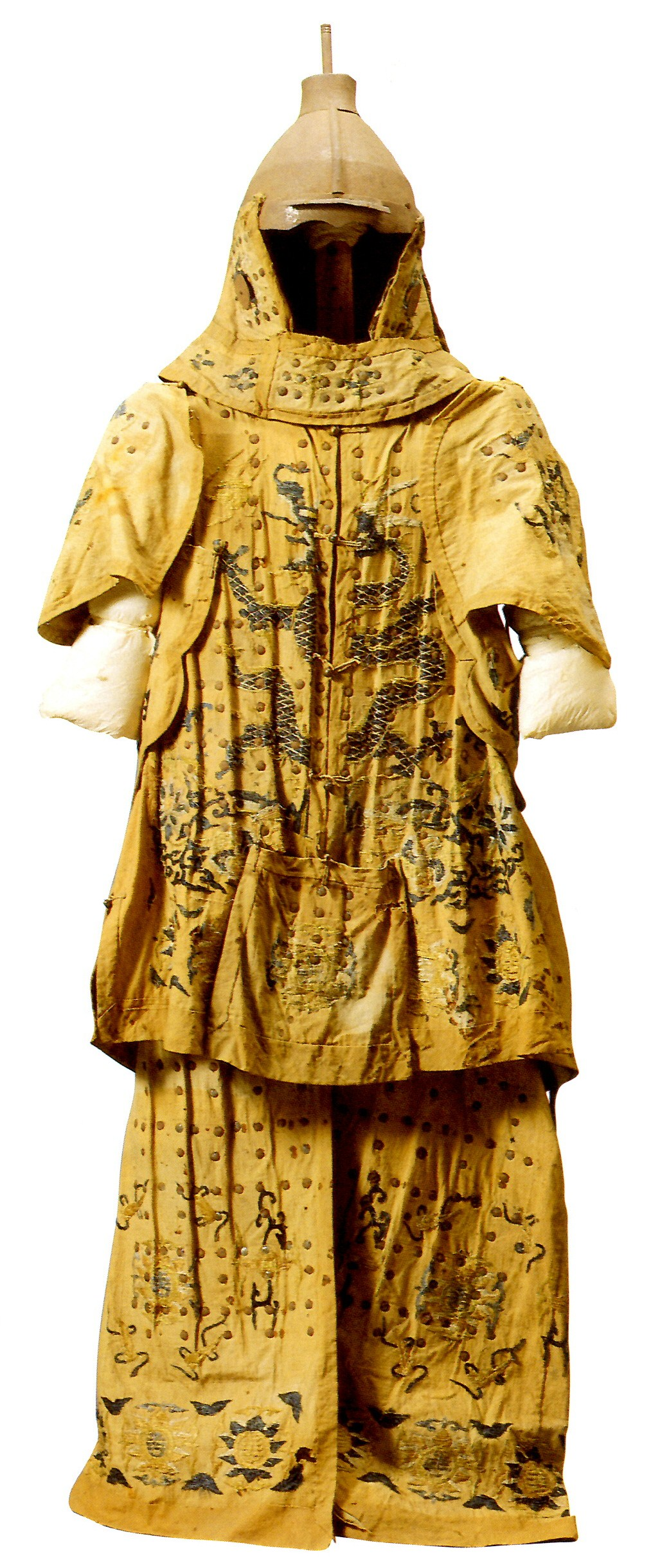
Brigantina cinese di tipo mongolo della Dinastia Yuan
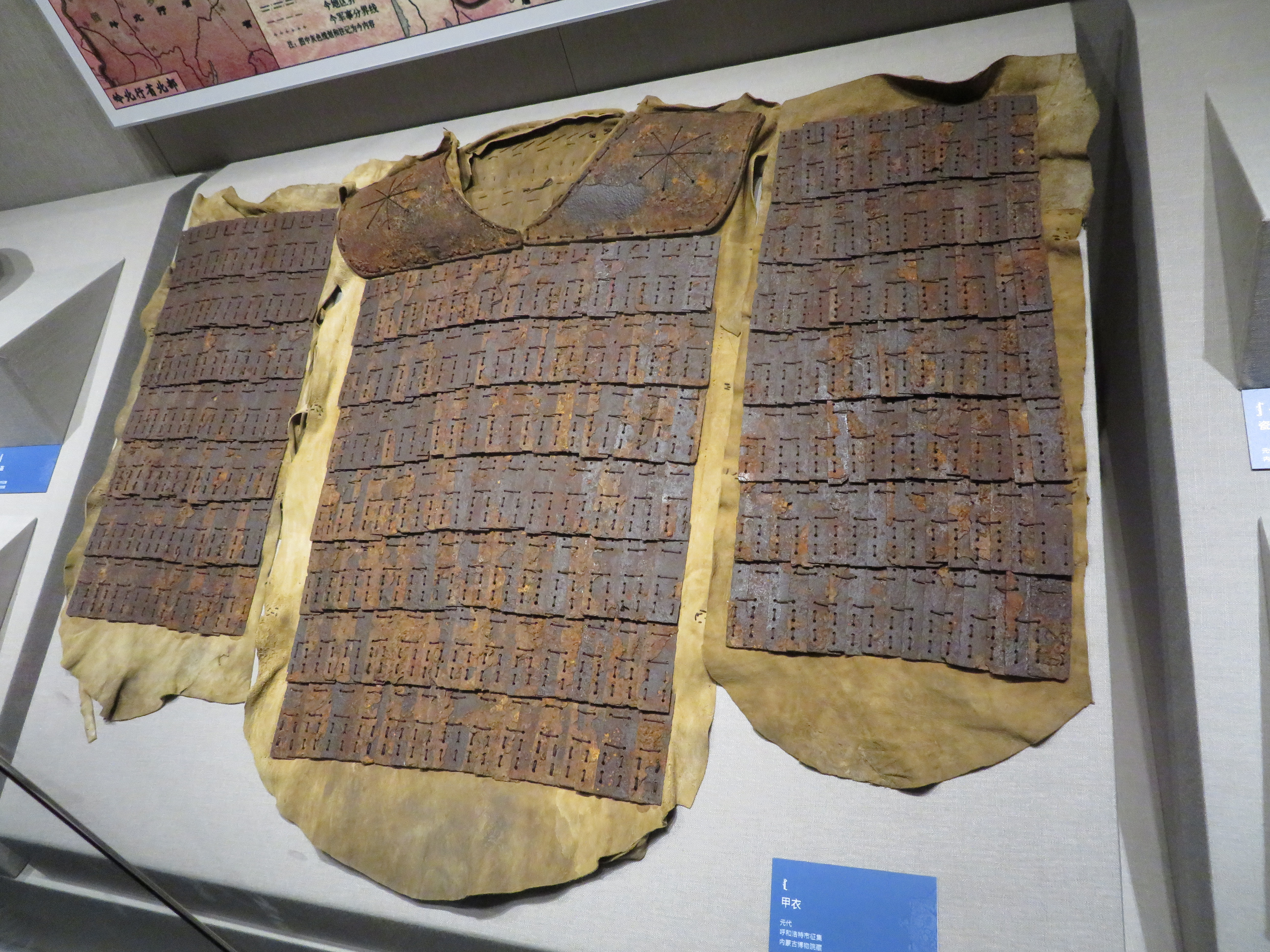
Armatura Yuan
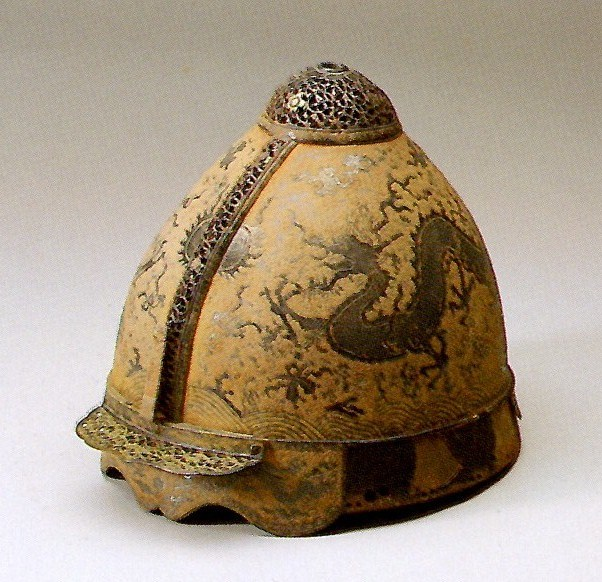
Elmo Yuan
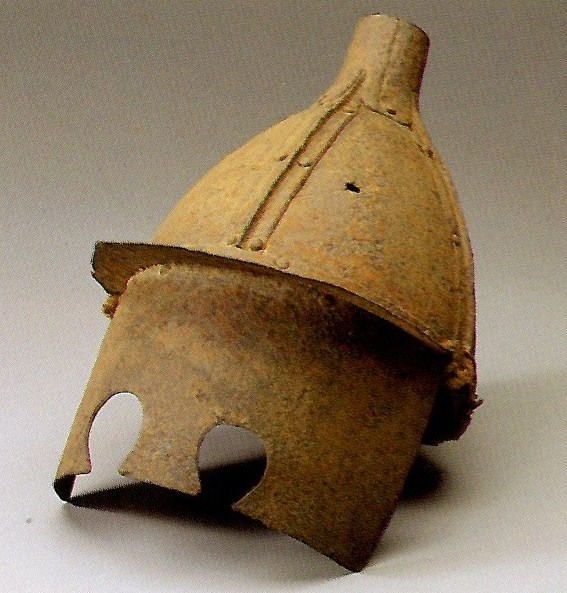
Elmo Yuan
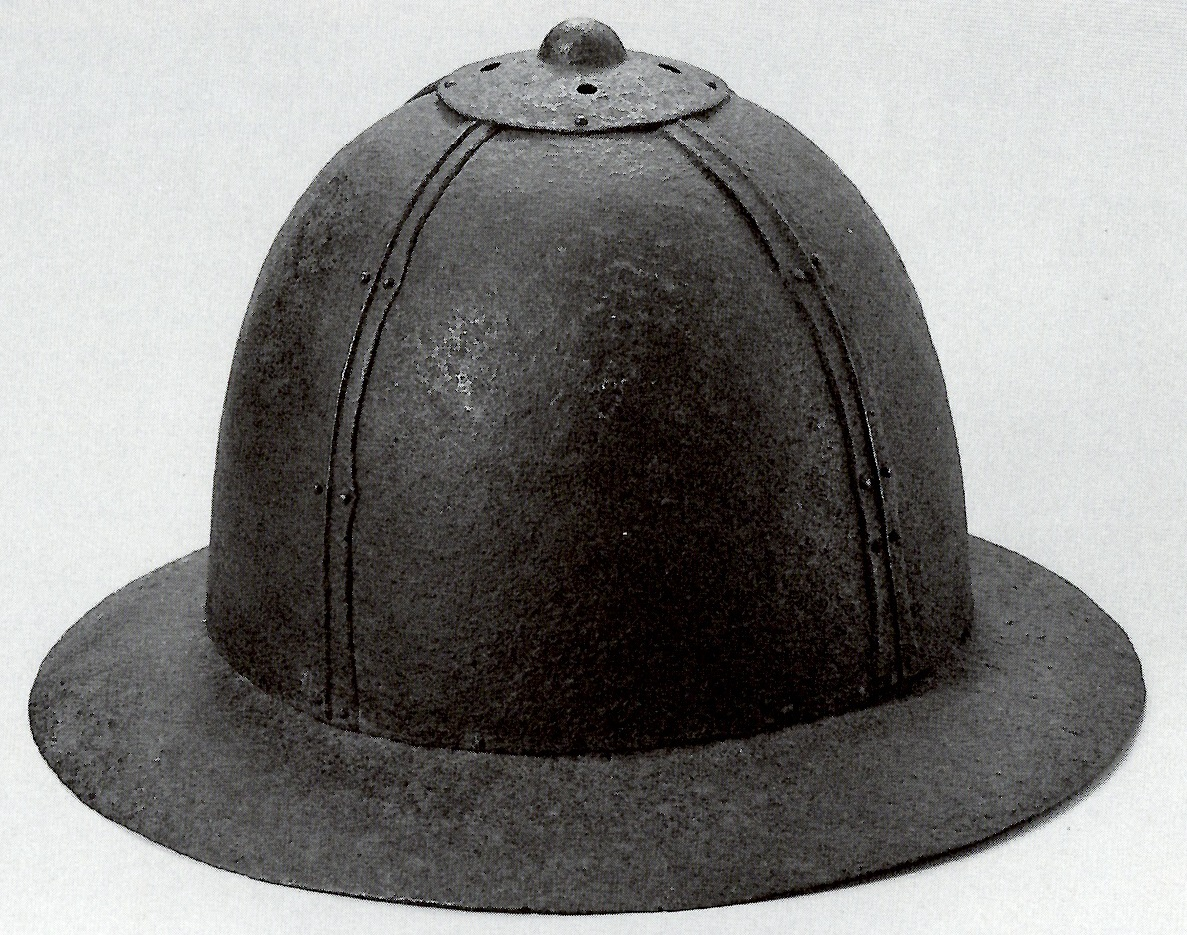
Elmo Yuan

### Fonti
- (LA) Giovanni da Pian del Carpine, Historia Mongalorum, 1245-1247. in  Giovanni da Pian del Carpine, Storia dei Mongoli, ed. critica, Spoleto, Centro italiano di studi sull'alto medioevo, 1989.

### Studi
- (EN) George Lane, Daily Life in the Mongol Empire, Greenwood, 2006  [1952], ISBN 0-313-33226-6.
- (EN) George Lane, Genghis Khan and Mongol Rule, Greenwood, 2004.
- (EN) Russell Robinson H, Oriental Armour, Walker, 1967, ISBN 978-0-486-16447-2.
- (EN) Turnbull S, Mongol Warrior 1200-1500, Osprey Publishing, 2003.